# 215. Infanterie-Division (Deutsches Kaiserreich)
Die 215. Infanterie-Division war ein Großverband der Preußischen Armee im Ersten Weltkrieg.

## Geschichte
Die Division wurde am 8. September 1916 an der Westfront zusammengestellt, aber bereits Anfang November 1916 an die Ostfront verlegt. Hier verblieb sie über das Ende des Krieges hinaus als Besatzungsmacht in der Ukraine, kehrte bis 16. März 1919 in die Heimat zurück und wurde dort demobilisiert sowie schließlich aufgelöst.

### Gefechtskalender

#### 1916
- 15. bis 17. September – Reserve der Armeeabteilung A
- 18. September bis 2. November – Stellungskämpfe in der Champagne
- 02. bis 8. November – Transport nach dem Osten
- ab 8. November – Stellungskämpfe am oberen Styr-Stochod

#### 1917
- bis 1. Dezember – Stellungskämpfe am oberen Styr-Stochod
- 02. bis 17. Dezember – Waffenruhe
- ab 17. Dezember – Waffenstillstand

#### 1918
- bis 18. Februar – Waffenstillstand
- 18. Februar bis 21. Juni – Kämpfe zur Unterstützung der Ukraine
- 22. Juni bis 15. November – Besetzung der Ukraine
- ab 16. November – Räumung der Ukraine

## Gliederung

### Kriegsgliederung am 8. Mai 1918
- 61. Reserve-Infanterie-Brigade
  - Reserve-Ersatz-Regiment Nr. 2
  - Landwehr-Infanterie-Regiment Nr. 71
  - Reserve-Infanterie-Regiment Nr. 224
  - 3. Eskadron/Reserve-Husaren-Regiment Nr. 8
- Artillerie-Kommandeur Nr. 215
  - Feldartillerie-Regiment Nr. 274
- Divisions-Nachrichten-Kommandeur Nr. 215

## Kommandeure
| Dienstgrad      | Name                | Datum                                |
| --------------- | ------------------- | ------------------------------------ |
| Generalmajor    | Otto Ulrich         | 07. September bis 9. September 1916  |
| Generalleutnant | Theodor von Wernitz | 10. September 1916 bis 16. März 1919 |